# Régiment de Conti (1622-1698)
Pour les articles homonymes, voir Régiment de Conti (homonymie).
Le régiment de Conti est un régiment d’infanterie du royaume de France créé en 1622 sous le nom de régiment d’Annevoux et licencié en  1698.

## Création et différentes dénominations
- 3 mars 1622 : création du régiment d’Annevoux
- 14 février 1623 : réformé
- 29 avril 1625 : rétablissement du régiment d’Annevoux
- mai 1625 : réformé
- 26 octobre 1629 : rétablissement du régiment d’Annevoux
- 4 juin 1649 : renommé régiment de Conti
- 20 janvier 1650 : cassé
- 26 février 1651 : rétablissement du régiment de Conti
- 13 septembre 1651 : cassé
- 11 mars 1654 : rétablissement du régiment de Conti
- 1698 : licencié, après l’élection du prince de Conti au trône de Pologne

## Colonels et mestres de camp
Colonels-propriétaires
- 3 mars 1622 : Adrien du Drac, baron d’Annevoux, maréchal de camp le 12 mai 1638, † avant 1660
- 4 juin 1649 : Armand de Bourbon, prince de Conti, né le 11 octobre 1629, commandant l’armée de Catalogne le 4 mai 1654, commandant de l’armée d’Italie (conjointement avec le duc de Modène) le 5 mai 1657, † 21 février 1666
- 21 février 1666 : Louis Armand de Bourbon, prince de Conti, né le 4 avril 1661, † 9 novembre 1685
- 1685 : François Louis de Bourbon, comte de La Marche puis comte de Clermont puis prince de La Roche-sur-Yon puis prince de Conti le 9 novembre 1685, né le 30 avril 1664, maréchal de camp le 2 avril 1690, lieutenant général des armées du roi le 3 mai 1692, † 22 février 1709

Mestres de camp-lieutenants
- 4 juin 1649 : chevalier de La Rochefoucauld
- Louis de Bourgogne, seigneur de Mautour en Brie, † 1656
- 4 avril 1657 - 20 février 1660 : Jacques de Rangueil, maréchal de camp le 25 juin 1652, † 29 novembre 1681
- marquis d’Arcy

Colonels-lieutenants
- 2 février 1662 : Robert Edme Léonard de Razes, marquis de Monismes, brigadier le 15 avril 1672, † juillet 1672
- 1er août 1671 : Pons Jean-Baptiste de Salignac, marquis de Fénelon, né en 1647, † 11 août 1674
- 3 mai 1675 : Louis de Lenet, marquis de Larray, brigadier le 24 mars 1684, maréchal de camp le 24 août 1688, lieutenant général des armées du roi le 30 mars 1693, † 11 mars 1698 âgé de 50 ans
- décembre 1680 : Achilles Carloman Philogène Brulart, chevalier de Sillery, † 27 novembre 1727

## Historique des garnisons, combats et batailles du régiment
- 1622 : Montpellier
- 1629 : Champagne
- 1631 : prises de Vic et Moyenvic
- 1636 : Dole (28 mai - 15 août)
- 1637 : Ivoy, Damvilliers
- garnison de Damvilliers
- 1649 : le 18 novembre, le prince de Conti, après avoir contraint le lieutenant-colonel de Bécherelle à donner sa démission, s'était déclaré pour le Parlement. Bécherelle parvint à entraîner le régiment et se rendit maître de Damvilliers. 6 sergents furent anoblis pour ce fait et le plus ancien reçut une commission de capitaine
- 1654 : envoyé en Catalogne sous les ordres du mestre de camp-lieutenant Louis de Bourgogne de Mautour
- Villefranche, Puycerda, Roses
- 1667 : Flandre
- 1668 : Franche-Comté
- 1669 : Candie
- 1672 : Hollande
- 11 août 1674 : bataille de Séneff où Fénelon est mortellement blessé
- 1676 : Condé], Bouchain, Aire
- 1677 : bataille de Cassel (10 avril - 11 avril), Valenciennes, Saint-Omer
- 1678 - 1679 : Rhin
- 1688 - 1696 : armée du Rhin

## Personnalité
- Pierre La Motte